# Svenska fysikersamfundet
Svenska fysikersamfundet (SFS) är en ideell förening som grundades 1920 av "den fysiska vetenskapens utövare, främjare och vänner".
Samfundets ändamål är bland annat att främja forskning i fysik och fysikens tillämpningar, att sprida information om fysik och fysikutbildning och att stimulera intresset för naturvetenskap. Samfundets medlemmar omfattar såväl yrkesverksamma fysiker och fysikingenjörer som fysiklärare och studenter. Samfundet ger ut årsskriften Kosmos och även tidningen Fysikaktuellt, som kommer ut fyra gånger per år.
2025 är styrelsens ordförande Michael Odelius, Stockholms universitet